# 重生派
重生派（英語：Born Again Movement），又名生命之道教会（英語：All Ranges Church），是中国基督教新教的一个教派，由徐永泽创立于1968年（当时中国大陆处在“文化大革命”期间，是一个以河南省为基地的家庭教会派别，徐永泽是中国家庭教会最先开办神学培训的负责人，从80年代初开始神学培训，培训了大批传道人，到全国各地去传道，信徒成员约有数百万之多。
截至1998年，估计有600万信徒；但美国福音派的《今日基督教》杂志则称：“重生派，是中国发展最快的宗教团体之一，估计有2000万信徒，几乎两倍于从1979年恢复起来的官方教会” ，重生派并不是他们自己起的名字，而是其他教派给他们起的名称。这个在中国兴起的基督教派别，沿袭十八世纪英国卫斯理约翰和中国著名的奋兴家宋尚节的传道模式，注重讲耶稣为人的罪而死在十字架上，注重带领人向神悔改认罪，这个过程中，有的人会哭泣流泪，所以也有人称他们为哭派。因着圣灵的工作，信主的人越来越多，以致于成为中国家庭教会最大的宗派，引起了中国政府的打击，也引起了基督教内部的一些评论。也有海外一些著名教会领袖经过认真考察，认定了重生派是一个基督教教派。中国教会研究中心的赵天恩牧师常替这个派别正名，赵中辉老牧师也曾到他们的神学培训班去讲授圣经课程。

## 历史
全范围教会创始人徐永泽，男，1940年出生，河南省镇平县人。1967年，开始在湖北、河南一带进行传教。